# تاد فریزر
تاد فریزر (انگلیسی: Todd Frazier؛ زادهٔ ۱۲ فوریهٔ ۱۹۸۶) بازیکن بیس‌بال اهل ایالات متحده آمریکا است.
وی در مسابقات کشوری و بین‌المللی در مجموع برندهٔ ۱ مدال طلا، ۱ مدال نقره شده‌است.